# ديفيد بيبولز
ديفيد بيبولز (بالإنجليزية: David Peoples)‏ (و. 1940  م) هو كاتب سيناريو، وكاتب خيال علمي، ومونتير، وروائي أمريكي، ولد في ميدلتاون.

## التعليم
تعلم في جامعة كاليفورنيا، بركلي.

## جوائز وترشيحات
حصل على جوائز منها:
جوائز
- جائزة هوغو لأفضل عمل درامي، عن عمل: بليد رانر (1983)
- جائزة الجمعية الوطنية الأمريكية للنقاد السينمائيين لأفضل سيناريو [الإنجليزية]‏، عن عمل: غير مغفور (1992)

ترشيحات
- جائزة الأوسكار لأفضل كتابة، عن عمل: غير مغفور
- جائزة غولدن غلوب لأفضل سيناريو، عن عمل: غير مغفور (1992)
- جائزة البافتا لأفضل سيناريو [الإنجليزية]‏، عن عمل: غير مغفور (1993)
- جائزة نقابة الكتاب الأمريكية عن فئة أفضل سيناريو أصلي [الإنجليزية]‏، عن عمل: غير مغفور (1993)

ترشح لـ:
- جائزة نقابة الكتاب الأمريكية عن فئة أفضل سيناريو أصلي  [لغات أخرى]‏، عن عمل: غير المسامح (1993)
- جائزة البافتا لأفضل سيناريو [الإنجليزية]‏، عن عمل: غير المسامح (1993)
- جائزة الجمعية الوطنية الأمريكية للنقاد السينمائيين لأفضل سيناريو [الإنجليزية]‏، عن عمل: غير المسامح (1992)
- جائزة غولدن غلوب لأفضل سيناريو، عن عمل: غير المسامح (1992)
- جائزة هوغو لأفضل طرح درامي، عن عمل: بليد رانر (1983)
- جائزة الأوسكار لأفضل كتابة "سيناريو أصلي"، عن عمل: غير المسامح.

## وصلات خارجية
- ديفيد بيبولز على موقع IMDb (الإنجليزية)
- ديفيد بيبولز على موقع قاعدة بيانات الفيلم (الإنجليزية)

- ديفيد بيبولز في قاعدة بيانات الأفلام على الإنترنت